# The Journal of Business
The Journal of Business war eine wissenschaftliche Fachzeitschrift mit Peer-Review-Verfahren, die vom US-amerikanischen Verlag University of Chicago Press von 1928 bis 2006 verlegt wurde. Schwerpunkt der publizierten Artikel war die Forschung zu Unternehmen in einem weiten Sinne. Die breite Ausrichtung war ursächlich für die Einstellung des Journals, da es zunehmend schwieriger wurde, mit spezialisierten Fachzeitschriften im Wettbewerb zu stehen.

## Rezeption
Eine Studie der französischen Ökonomen Pierre-Phillippe Combes und Laurent Linnemer sortierte das Journal mit Rang 52 von 600 wirtschaftswissenschaftlichen Zeitschriften in die drittbeste Kategorie A ein.